# 116e méridien ouest
En géographie, le 116e méridien ouest est le méridien joignant les points de la surface de la Terre dont la longitude est égale à 116° ouest.

## Géographie

### Dimensions
Comme tous les autres méridiens, la longueur du 116e méridien correspond à une demi-circonférence terrestre, soit 20 003,932 km. Au niveau de l'équateur, il est distant du méridien de Greenwich de 12 913 km,.
Avec le 64e méridien est, il forme un grand cercle passant par les pôles géographiques terrestres.

### Régions traversées
En commençant par le pôle Nord et descendant vers le sud au pôle Sud, Le 116e méridien ouest passe par:
| Coordonnées           | Pays, territoire ou mer           | Notes |
| --------------------- | --------------------------------- | --- |
| 90° 00′ N, 116° 00′ O | Océan Arctique                    | |
| 77° 27′ N, 116° 00′ O | Canada                            | Territoires du Nord-Ouest — Île du Prince-Patrick |
| 76° 39′ N, 116° 00′ O | Détroit Fitzwilliam (en)          | |
| 76° 12′ N, 116° 00′ O | Canada                            | Territoires du Nord-Ouest — Île Melville |
| 75° 01′ N, 116° 00′ O | Détroit de McClure                | |
| 73° 46′ N, 116° 00′ O | Canada                            | Territoires du Nord-Ouest — Île Banks |
| 73° 18′ N, 116° 00′ O | Détroit du Prince-de-Galles       | |
| 73° 07′ N, 116° 00′ O | Canada                            | Territoires du Nord-Ouest — Île Victoria |
| 70° 32′ N, 116° 00′ O | Baie du Prince Albert             | |
| 70° 14′ N, 116° 00′ O | Canada                            | Territoires du Nord-Ouest — Île Victoria Nunavut — à partir de 70° 00′ N, 116° 00′ O sur l'Île Victoria |
| 69° 20′ N, 116° 00′ O | Détroit de Dolphin and Union (en) | |
| 68° 57′ N, 116° 00′ O | Canada                            | Nunavut Territoires du Nord-Ouest — à partir de 66° 34′ N, 116° 00′ O, passe par le Grand lac des Esclaves Alberta — à partir de 60° 00′ N, 116° 00′ O Colombie-Britannique — à partir de 51° 08′ N, 116° 00′ O |
| 49° 00′ N, 116° 00′ O | États-Unis                        | Montana Idaho — à partir de 47° 55′ N, 116° 00′ O Nevada — à partir de 42° 00′ N, 116° 00′ O Californie — à partir de 36° 04′ N, 116° 00′ O                                                                     |
| 32° 37′ N, 116° 00′ O | Mexique                           | Basse-Californie |
| 30° 21′ N, 116° 00′ O | Océan Pacifique                   | |
| 60° 00′ S, 116° 00′ O | Océan Austral                     | |
| 73° 51′ S, 116° 00′ O | Antarctique                       | Liste des territoires non revendiqués |